# Броссар, Николь
Николь Броссар (фр. Nicole Brossard, род. 27 ноября 1943, Монреаль) — канадская писательница, сценаристка и поэтесса, феминистка. Пишет на французском языке.

## Биография
Закончила Монреальский университет (бакалавр — 1965, лиценциат — 1968). Дебютировала книгой стихов в 1965. Деятельная участница квебекского поэтического авангарда, участвовала во многих национальных и международных поэтических фестивалях, основала несколько журналов, издательство L’Intégrale éditrice (1982). Составила антологию женской поэзии Квебека (2001). Сценарист и режиссёр документальных фильмов о феминизме.

## Избранные книги
- Mordre en sa chair (1966)
- L’echo bouge beau (1968)
- Suite logique (1970)
- Un livre (1970, роман)
- Le centre blanc (1970)
- Méchanique jongleuse (1974, премия генерал-губернатора)
- La partie pour le tout (1975)
- Sold-Out, étreinte (1977, роман)
- L’amer ou le Chapitre effrite (1977)
- French kiss, étreinte / exploration (1979, роман)
- Видимый смысл/ Les sens apparent (1980, роман)
- Любовницы/ Amantes (1980, номинация на премию генерал-губернатора)
- Journal intime (1984, роман)
- Двойственное впечатление/ Double impression (1984, премия генерал-губернатора)
- Область письма/ Domaine d'écriture (1985)
- La lettre aérienne (1985)
- Le désert mauve (1987, роман)
- Installations: avec sans pronoms (1989)
- A tout regard (1989)
- La nuit verte du parc labyrinthe (1992)
- Langues obscures (1992)
- Baroque d’aube (1995, роман)
- Vertige de l’avant-scène (1997, номинация на премию генерал-губернатора)
- Au présent des veins (1999)
- Musée de l’os et de l’eau (1999, номинация на премию генерал-губернатора)
- Hier (2001, роман)
- Cahier de roses & de civilisation (2003, номинация на премию генерал-губернатора)

## Признание
Лауреат премии генерал-губернатора (1974, 1984), премии Молсона (2006) и др. национальных премий. Почетный доктор Шербрукского университета (1997). Член Квебекской Академии литературы (1994). В апреле 2019 года Николь Броссар была удостоена премии Griffin Poetry Prize за вклад в литературу. Кавалер Ордена Плеяды, кавалер Ордена Канады II степени, кавалер Национального ордена Квебека III степени, кавалер Ордена искусств и литературы Квебека.
Книги её стихов и прозы переведены на английский и др. языки.